# Saxagliptin
Saxagliptin ist ein oral wirksamer Arzneistoff zur Behandlung des Diabetes mellitus Typ 2. Es gehört zur Wirkstoffgruppe der Inhibitoren der Dipeptidylpeptidase 4 (auch Gliptine genannt), die neben den Inkretinmimetika auf der Wirkung des Glucagon-like Peptid 1 (GLP-1) beruhen. Saxagliptin wurde von Bristol-Myers Squibb und AstraZeneca entwickelt.

## Synthese
Die Syntheseroute von Bristol-Myers Squibb für Saxagliptin beginnt mit einer Amidierung von N-Boc-3-hydroxyadamantylglycin (2) mit Methanoprolinamid (3) und EDC als Kupplungsreagenz. Das Amid wird nun mit Trifluoressigsäureanhydrid dehydratisiert und die Abspaltung der Boc-Schutzgruppe ergibt dann Saxagliptin.

## Wirkmechanismus
Die Wirkung von Saxagliptin beruht – wie auch die der anderen Gliptine – auf der Hemmung des Enzyms Dipeptidylpeptidase 4, das für den Abbau des Hormons Glucagon-like Peptid 1 (GLP-1) verantwortlich ist. Da das von den L-Zellen der Darmschleimhaut gebildete GLP-1 die Freisetzung des blutzuckersenkenden Hormons Insulin anregt und die Sekretion des Insulin-Gegenspielers Glucagon reduziert, führt eine Hemmung der Dipeptidylpeptidase 4 durch Saxagliptin zu einer Senkung des Blutzuckerspiegels bei diabetischen Patienten. Die Wirkung des GLP-1 im Rahmen der Insulinantwort wird als Inkretin-Effekt bezeichnet.

## Therapeutische Anwendung
Saxagliptin ist angezeigt zur Monotherapie des Diabetes mellitus, wenn Diät und Bewegung nicht ausreichen und Metformin nicht geeignet ist.  Saxagliptin wird zur Behandlung des nicht-insulinpflichtigen Diabetes mellitus Typ 2 eingesetzt und bei erwachsenen Menschen im Regelfall einmal täglich in einer Einzeldosis von 2,5 bis 5 Milligramm eingenommen. Es dient nicht vorrangig zur kurzfristigen Behandlung von Hyperglykämien oder zum gezielten Einsatz vor Mahlzeiten, sondern zur Verbesserung der körpereigenen Insulinantwort bei einer längerfristigen Behandlung. In dieser Indikation wurde Saxagliptin in der EU nach Sitagliptin und Vildagliptin als dritter Wirkstoff aus der Gruppe der Gliptine im Oktober 2009 unter dem Namen Onglyza zugelassen. Seit dem Jahr 2011 ist zusätzlich ein Kombinationspräparat mit Metformin zugelassen (Komboglyze).
Saxagliptin kommt als Alternative zur Insulintherapie bei Typ 2-Diabetes in Betracht, wenn andere orale Antidiabetika in Mono- oder Kombinationstherapie versagen.

## Nebenwirkungen, Kontraindikationen und Interaktionen
Die am häufigsten berichteten Nebenwirkungen sind Infektionen der oberen Atemwege, Harnwegsinfektionen und Kopfschmerzen.

## Handelsnamen
Monopräparate
Onglyza (EU, CH)
Kombinationspräparate
- mit Metformin: Komboglyze (EU), Duoglyze (CH), Kombiglyze (CH, USA)
- mit Dapagliflozin: Qtern (EU)